# Sedativum
Sedativum je druh léku, který potlačuje vliv centrální nervové soustavy (CNS), a tak způsobuje klidnost, uvolnění, zmenšení strachu, spavost, zpomalené dýchání, zadrhující řeč, třaslavou chůzi, zhoršené vnímání a zpomalení reflexů. Sedativa jsou také označována jako uklidňující prostředky, trankvilizéry, anxiolytika, soporifika nebo prášky na spaní. Při předávkování mohou způsobit ztrátu vědomí a smrt.

## Užití v lékařství
Lékaři a zdravotní sestry často přistupují k sedativům jako k prostředku potlačení pacientova strachu z bolestivých zákroků. I když sedativa samotná bolest neutlumují, mohou být vhodným doplňkem k analgetikům při přípravě pacientů na operaci; jsou také často podávána před uspáním pacienta nebo před vysoce nepříjemnými nebo bolestivými zákroky, jako je zavádění cévky nebo tomografie. Sedativa také pomáhají při uklidňování dětí nebo rozrušených pacientů.
Osobám ležícím na jednotce intenzivní péče jsou sedativa podávána téměř vždy.
Mezi sedativa můžeme řadit opiáty, barbituráty, benzodiazepiny, alkohol, některé rekreační drogy jako ketamin či GHB, částečně i marihuanu.

## Závislost
Všechna sedativa mohou způsobit po určité době psychickou a fyzickou závislost, a to i při užíváni lékařem nařízených dávek. Pokud uživatelé závislí na sedativech náhle přestanou v jejich užívání, mohou se dostavit příznaky abstinence, od nespavosti, neklidu a pocitů úzkosti až po ztrátu vědomí a smrt. Při psychické závislosti se uživatel domnívá, že nutně potřebuje lék brát, i když pro to není žádný oprávněný důvod. Ve většině případů se pro uživatele stává získávání dalších dávek jediným životním cílem.
Psychickou i fyzickou závislost lze úspěšně léčit.

## Zneužití
Zneužívány mohou být všechny typy sedativ, ale mezi ty způsobující největší problémy se řadí barbituráty z důvodu častého neopodstatněného nebo „rekreačního“ užívání. Lidé setkávající se se stresem, nespaví nebo mající pocity úzkosti propadnou sedativům nejsnadněji. Sedativa jsou také prostředkem pro náhradu chybějící drogy pro uživatele heroinu. Další lidé je používají jen jako prostředek k uvolnění a zbavení se starostí. Bylo zjištěno, že více než třetina smrtí předávkováním (mimo jiné i sebevraždy nebo nechtěné požití) je způsobeno právě sedativy. Smrt nastává také v případě pozření dalších dávek léku zmatenými a malátnými uživateli. V roce 1998 bylo v USA nahlášeno 70 982 případů závislosti na sedativech, z nichž 2310 vyústilo v těžkou otravu a 89 ve smrt. Bylo zjištěno, že více než polovina lidí otrávených sedativy mělo na tyto léky legitimní recept, ale způsobili si komplikace předávkováním nebo současným požitím s alkoholem. Další lidé získali sedativa od přátel nebo za použití zfalšovaných receptů.

## Sedativa a alkohol
Užívání sedativ je občas nevědomky nebo úmyslně kombinováno s pitím alkoholických nápojů. Protože alkohol samotný zhoršuje jak dýchání, tak vnímaní a funkce mozku, jeho spojení se sedativy může mít osudové následky. Američanka Karen Ann Quinlanová v roce 1975 po požití sedativ a následném vypití alkoholu upadla do kómatu, což v západním světě vyvolalo diskusi o kladech a záporech eutanazie.

## Napodobeniny
V USA jsou často nelegálně prodávány napodobeniny sedativ – ty mohou obsahovat některé zakázané látky a jejich složení a účinek je nepředvídatelný.

## Sedativa a kriminalita
Sedativum GHB, podobné extázi, je známo jako „znásilňovací droga“ podávaná nicnetušícím obětem v barech nebo na diskotékách kvůli snížení jejich schopnosti bránit se. Rovněž tak je zneužíván Rohypnol.